# Rhegminornis
Rhegminornis je monotipni rod purana iz ranog miocena. Opisao ga je Alexander Wetmore 1943. godine